# Jerzy Procner
Jerzy Stefan Procner (ur. 9 lipca 1924 w Krakowie, zm. 16 kwietnia 1980 w Rzeszowie) – dyrygent, dyrektor teatru, pedagog muzyczny.

## Życiorys
Był synem Stefana i Haliny z Rosnerów. Ukończył średnią szkołę handlową, równocześnie uczył się prywatnie gry na fortepianie. W latach 1945–1949 studiował dyrygenturę w Państwowej Wyższej Szkole Muzycznej w Krakowie, potem w  Państwowej Wyższej Szkole Muzycznej w Poznaniu u Waleriana Bierdiajewa. Dyplom dyrygenta uzyskał jako ekstern w roku 1952 w  Państwowej Wyższej Szkole Muzycznej w Warszawie u Witolda Rowickiego. 

## Kariera artystyczna
- Chórmistrz Filharmonii Krakowskiej od 1945
- Kierownik muzyczny Teatrów Dramatycznych we Wrocławiu w sezonie 1949/1950
- Dyrygent Pomorskiej Orkiestry Symfonicznej w Bydgoszczy w sezonie 1950/1951
- Asystent dyrygenta, potem dyrygent Filharmonii Narodowej w Warszawie od 1 września 1951 do 31 marca 1955
- Dyrygent Opery Śląskiej w Bytomiu od 15 stycznia 1956 do 31 stycznia 1957
- Dyrygent Operetki Śląskiej w Gliwicach
- Dyrygent Opery Narodowej w Warszawie od 1957 do 1961
- Kontynuacja studiów w Rzymie i Mediolanie jako stypendysta rządu włoskiego w sezonie 1959/1960
- Wykładowca w Państwowej Wyższej Szkole Muzycznej w Warszawie w latach 1960-1963
- Dyrygentura 1961-1965, potem kierownictwo muzyczne Operetki Warszawskiej do 1968
- Kierownictwo Studia Wokalno-Aktorskiego Teatru Muzycznego w Gdyni od 1968
- Kierownik artystyczny i dyrygent Opery Bałtyckiej 1969-1971
- Kierownik orkiestry symfonicznej w Bagdadzie od 1973.